# 伊兼源太郎
伊兼 源太郎（いがね げんたろう、1978年 -）は、日本の小説家・推理作家。東京都三鷹市生まれ。上智大学法学部卒業。
新聞社勤務などを経て、2013年『見えざる網』（投稿時のタイトルは「アンフォゲッタブル」）で第33回横溝正史ミステリ大賞を受賞し作家デビュー。2009年から2011年まで3回連続で江戸川乱歩賞の最終候補、2010年には松本清張賞の最終候補に残っていた。

## 作品リスト

### 単著

#### 「警視庁監察ファイル」シリーズ
- 密告はうたう（2017年3月 実業之日本社）
  - 【改題】密告はうたう 警視庁監察ファイル（2019年4月 実業之日本社文庫）
- ブラックリスト 警視庁監察ファイル（2019年10月 実業之日本社 / 2021年7月 実業之日本社文庫）
- 残響 警視庁監察ファイル（2021年7月 実業之日本社 / 2024年7月 実業之日本社文庫）
- 偽りの貌 警視庁監察ファイル（2024年9月 実業之日本社）

#### 「地検のS」シリーズ
- 地検のS（2018年2月 講談社 / 2020年6月 講談社文庫）
  - 収録作品：置き土産 / 暗闘法廷 / シロとクロ / 血 / 証拠紛失
- 地検のS Sが泣いた日（2020年7月 講談社 / 2022年11月 講談社文庫）
  - 収録作品：コアジサシの夏 / 一歩 / 獣の心 / エスとエス / Sが泣いた日
- 地検のS Sの幕引き（2022年12月 講談社文庫）
  - 収録作品：筋読みの鬼 / 境界線のドア / 火中 / 猫の記憶 / 断

#### その他の作品
- 見えざる網（2013年9月 角川書店 / 2015年9月 角川文庫）
- 事故調（2014年5月 KADOKAWA / 2020年8月 角川文庫）
- 外道たちの餞別（2015年3月 KADOKAWA）
- 巨悪（2018年6月 講談社 / 2021年2月 講談社文庫）
- 金庫番の娘（2019年7月 講談社 / 2022年7月 講談社文庫）
- 事件持ち（2020年5月 KADOKAWA / 2023年8月 角川文庫）
- ぼくらはアン（2021年10月 東京創元社）
- 祈りも涙も忘れていた（2022年8月 早川書房）
- 約束した街（2023年7月 幻冬舎）
- リンダを殺した犯人は（2024年11月 実業之日本社）

### アンソロジー
「」内が伊兼源太郎の作品
- 法廷ミステリーアンソロジー 逆転の切り札（2022年6月 朝日文庫）「置き土産」

## 映像化作品

### テレビドラマ
- 事故調（2015年4月1日、テレビ東京系「水曜ミステリー9」枠、主演：小澤征悦）[3]
- 密告はうたう 警視庁監察ファイル（2021年8月22日 - 9月26日、全6話、WOWOW「連続ドラマW」枠、主演：松岡昌宏）[4]
  - 密告はうたう2 警視庁監察ファイル（2024年8月11日 - 9月29日、全8話、WOWOW「連続ドラマW」枠、主演：松岡昌宏、原作：ブラックリスト 警視庁監察ファイル / 残響 警視庁監察ファイル）